# La Maison-Bleue (série télévisée)
Pour les articles homonymes, voir La Maison bleue.
La Maison-Bleue est une série télévisée québécoise en trente épisodes de 22 minutes créée par Ricardo Trogi et Daniel Savoie. Elle est mise en ligne entre le 13 février 2020 et le 30 mars 2022 sur la plate-forme ICI TOU.TV, et diffusée à la télévision à partir du 6 janvier 2021 sur ICI Radio-Canada Télé.

## Synopsis
La série prend place dans un univers fictionnel où le Québec serait devenu un pays indépendant à la suite du référendum de 1995. En 2016, Jacques Hamelin devient le 4e président de la République du Québec. Malgré l'indépendance, la nation hésite toujours entre le souverainisme et le fédéralisme canadien mené par le parti d'opposition Bloc canadien. Au-delà de ce grand débat, les personnages doivent gérer les péripéties de la vie familiale et les hauts et les bas de la politique.
La série se veut humoristique. Elle comporte de nombreuses références culturelles, en commençant par son titre (clin d'œil à la Maison-Blanche américaine), au fait que la première dame fut autrefois duchesse du Carnaval de Québec ou bien au restaurant de poutines Ashton qui devient « Austin ».

## Distribution
Acteurs principaux
- Guy Nadon : Jacques Hamelin, président du Québec
- Anne-Marie Cadieux : Mireille Turcotte, première dame du Québec
- Roger Léger : Général Charette, chef des Forces armées québécoises
- Geneviève Schmidt : Karine Desmarais, directrice des communications de la Maison bleue
- Simon Beaulé-Bulman : Antoine Arsenault, conseiller principal du président
- Claude Despins : Gilbert Boudreau, vice-président du Québec
- Dominic Paquet : Stéphane Paquet, garde du corps
- Anyjeanne Savaria : Gabrielle Hamelin, fille adoptive du couple présidentiel

Acteurs récurrents
- Frédéric Pierre : Pierre Pelletier
- Myriam Leblanc : Caroline Dumas
- Richardson Zéphir : caporal Zéphir, bras droit du général Charrette
- Jeff Boudreault : gouverneur du Saguenay
- Bruce Dinsmore : Lester Richards, président des États-Unis
- Frank Fiola : Aaron
- Einard Jean-François : Agent Stanton
- Hamidou Savadogo : général Butumbu
- Michée Bayavuge : Kouamé Butumbu
- Marie-Lyne Joncas : Chargée publicitaire
- Julien Lacroix : Chargé publicitaire
- Karl Farah : Mike, le voisin
- Pablo Diconca : ambassadeur cubain
- Marco Ledezma : Javier Enriquez
- Adrien Bletton : Damien
- Maryève Alary : Jessica Walsh
- Laurent Pitre : commis chez Austin
- Matthew Kabwe : homme en scooter
- Mario Tremblay : Mario Tremblay, 3e président du Québec
- Carmen Sylvestre : Gouverneure de la Montérégie
- Luc Pilon : Gouverneur de la Mauricie
- Gaëlle Pouliquen : Monica Bertin premiere dame de France
- Nicolas Landré : Nicolas Pichon, président français

### Fiche technique
- Réalisateur : Ricardo Trogi
- Scénaristes : François Avard, Louis Morissette, Daniel Savoie et Ricardo Trogi
- Directeur de la photographie : Tobie Marier-Robitaille
- Montage : Yvann Thibaudeau
- Décors : Jules Ricard
- Costumes : Jennifer Tremblay
- Musique : Frédéric Bégin
- Producteurs : Louis-Philippe Drolet et Louis Morissette
- Société de production : KOTV Productions

## Production

### Tournage
Le tournage de la première saison se déroule du 6 mai à la fin juin 2019 et s'effectue majoritairement à Montréal avec quelques scènes en extérieur tournées à Québec. Les scènes de motel pour le ministre-secret sont tournées à Vaudreuil-Dorion.
Le tournage de la seconde saison débute le 27 septembre 2020.

## Épisodes

### Première saison (2020)
1. Présidence menacée
2. Le Projet de société
3. Le "Dinner"
4. Le Patriot Act
5. La Pilule du lendemain
6. Le Calme avant la tempête
7. Muchos problemas
8. Un temps nouveau
9. À nous soleil !
10. Qui perd gagne

### Deuxième saison (2021)
1. Départ à sec
2. Deux présidents pour le prix d'un
3. Mission Ontario
4. La Coulée de fin de campagne
5. Héros national
6. Le Grand Départ
7. Taupe à trouver
8. L'Étau se resserre
9. Thierry Turcotte en renfort
10. Opération Chalumeau

### Troisième saison (2022)
1. Un héritage
2. Ça craque de partout
3. Schismes, terrorisme et autres séismes
4. Crise nationale
5. Une gouverneure entre mauvaises mains
6. Tout ne va pas mieux
7. Visite française
8. À court de courant
9. Une proposition américaine
10. Hamelin, un grand président